# Nobuharu Matsushita
Nobuharu Matsushita (松下信治, 13 d'octubre de 1993, Saitama) és un pilot d'automobilisme japonès. Té dos campionats japonesos de monoplaces. Des de 2015 corre majoritàriament categories internacionals; actualment ho fa en Fórmula 2 amb Carlin.

## Carrera

### Karting
Nascut a Saitama, Matsushita va començar la seva carrera esportiva en el karting en 2005, competint el Campionat Juvenil de Karting del Japó. En 2008, es va endur el títol de campió en l'Open Masters Kart Challenge ARTA. Va acabar les seves participacions en karting el 2010, acabant tercer en la categoria KF1 del Campionat Japonès de Karting.

### Formula Pilota ChinaiFormula Challenge Japan
En 2011 va disputar la Formula Pilota China. Va guanyar l'última carrera de la temporada a Sepang i va acabar 4t. A l'any següent es va coronar campió del Formula Challenge Japan, després de guanyar cinc carreres.

### Fórmula 3 Japonesa
En 2013 va debutar en la F3 Japonesa amb l'equip Honda Formula Dream Project. Va acabar 5è la temporada, amb cinc podis.
Per a la següent temporada va decidir quedar-se en la sèrie amb el mateix equip. Va obtenir la victòria a Motegi, Fuji i Sugo, la qual cosa li va donar el seu segon títol en fórmules.

### GP2 Series
Va debutar en la GP2 Series l'any 2015 amb l'equip ART Grand Prix. En la primera carrera en Bahrain, es va classificar segon en la graella davant del seu company d'equip Stoffel Vandoorne i va acabar en els punts en les dues carreres, marcant la volta ràpida. Al Red Bull Ring, Matsushita va aconseguir el seu primer podi de la GP2 en acabar en tercer lloc. Va obtenir la seva primera victòria en la carrera sprint en el circuit d'Hungaroring. Va acabar novè en la classificació general.
El febrer de 2016 es va anunciar que Matsushita seguiria amb ART per a una segona temporada, al costat del seu company, el rus Sergey Sirotkin. Va ser suspès per a la 4a prova de la temporada a Àustria, a causa de la seva conducció erràtica en l'esdeveniment anterior a Bakú.

### Proves en Fórmula 1
El 20 de febrer de 2016, Matsushita va signar com a pilot de desenvolupament de McLaren. En 2017, va estar en les proves postGP d'Hongria amb l'equip Sauber.

### Fórmula 2 i Super Fórmula

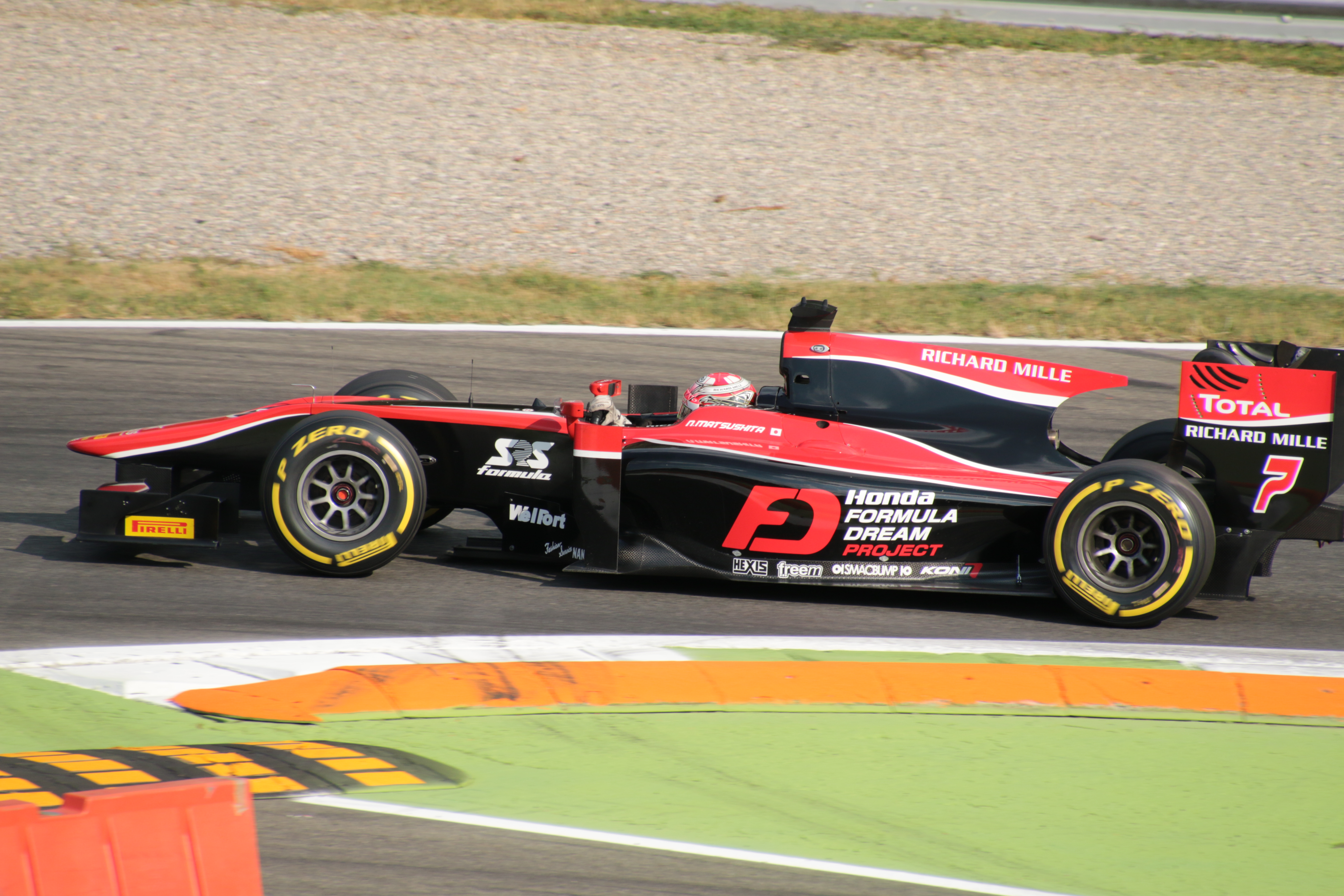
Nobuharu Matsushita en el Campionat de Fórmula 2 de la FIA de 2017

Matsushita va disputar la temporada 2017 del Campionat de Fórmula 2 de la FIA amb l'equip ART, on va ser company del tailandès Alexander Albon. Va guanyar la quarta i la catorzena curses del campionat, en el Circuit de Barcelona-Catalunya i en Hungaroring, respectivament. Finalment va finalitzar el campionat en 6a posició.

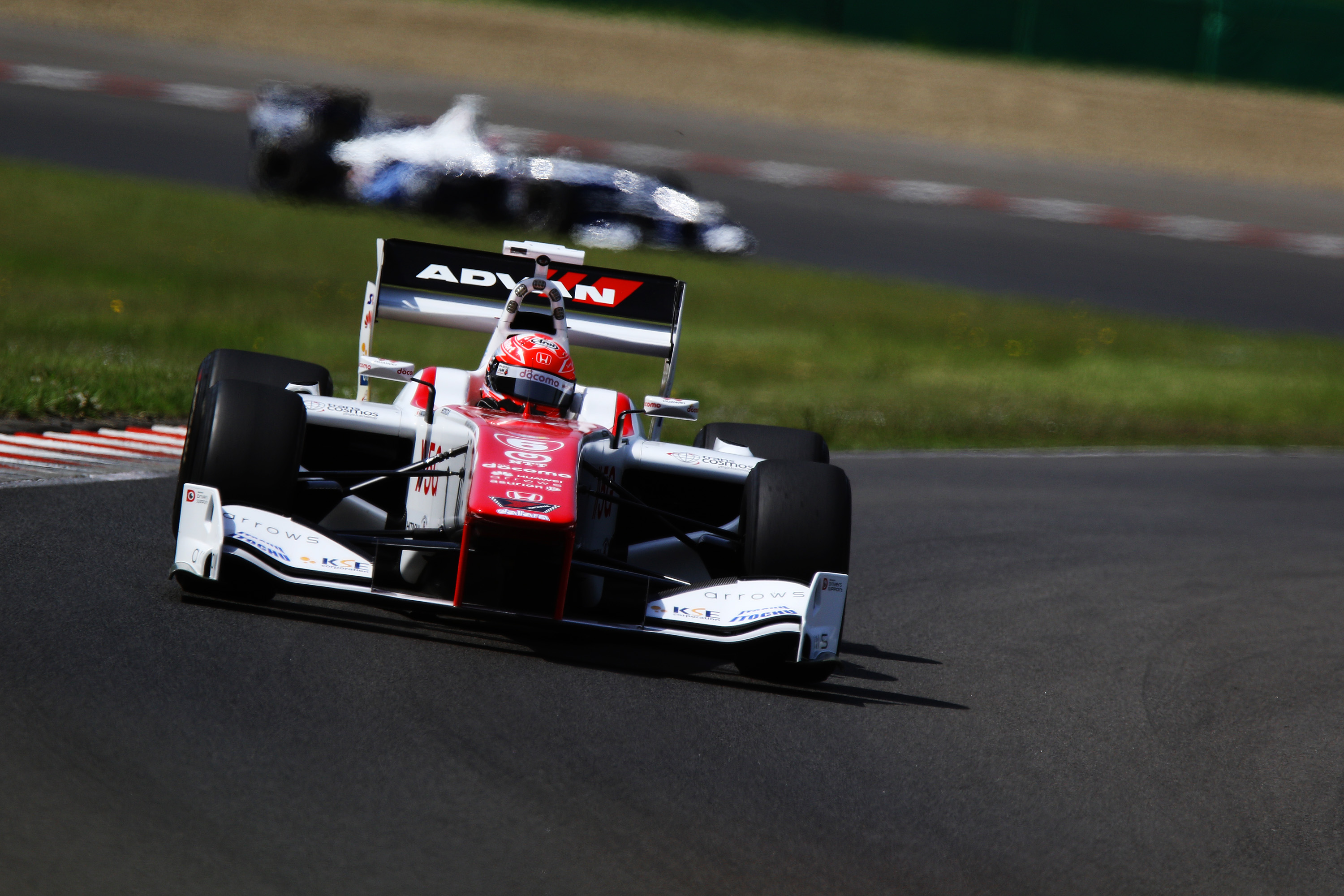
Nobuharu Matsushita en el Campionat de Super Fórmula Japonesa 2018

L'any següent, el pilot va tornar al seu país natal per córrer en Super Fórmula. Va aconseguir 7 punts i un 11è lloc en la general. A finals de 2018, va anunciar la seva tornada al Campionat de F2, aquesta vegada amb l'equip anglès Carlin. Va aconseguir la pole position en la segona cursa del campionat, a Bakú.
Fou segon a Mònaco i, dues curses més tard, va guanyar a Spielberg, ambdues en les carreres llargues. Més endavant, va aconseguir un podi en la curta de Budapest. Després d'aquesta data, el japonès, protegit d'Honda, va quedar en el 7è lloc del campionat de F2.

## Carrera professional
| Temporada | Categoria                           | Equip                        | Curses                   | Victòries                | Poles                    | VR                       | Podis                    | Punts                    | Pos.                     |
| --------- | ----------------------------------- | ---------------------------- | ------------------------ | ------------------------ | ------------------------ | ------------------------ | ------------------------ | ------------------------ | ------------------------ |
| 2011      | Fórmula Pilota Xina                 | Super License                | 10                       | 1                        | 1                        | 2                        | 4                        | 89                       | 4t                       |
| 2012      | Repto Fórmula del Japó              | -                            | 12                       | 5                        | 1                        | 5                        | 10                       | 91                       | 1r                       |
| 2013      | Fórmula 3 Japonesa                  | HFDP Racing                  | 15                       | 0                        | 0                        | 0                        | 5                        | 43                       | 5è                       |
| 2014      | Fórmula 3 Japonesa                  | HFDP Racing                  | 15                       | 6                        | 5                        | 5                        | 9                        | 102                      | 1r                       |
| 2015      | GP2 Sèries                          | ART Grand Prix               | 22                       | 1                        | 0                        | 1                        | 3                        | 68.5                     | 9è                       |
| 2015-16   | MRF Challenge                       | MRF Challenge                | 4                        | 2                        | 1                        | 3                        | 2                        | 80                       | 6è                       |
| 2016      | Fórmula 1                           | McLaren F1 Team              | Pilot de desenvolupament | Pilot de desenvolupament | Pilot de desenvolupament | Pilot de desenvolupament | Pilot de desenvolupament | Pilot de desenvolupament | Pilot de desenvolupament |
| 2016      | GP2 Sèries                          | ART Grand Prix               | 20                       | 1                        | 0                        | 4                        | 2                        | 92                       | 11è                      |
| 2017      | Campionat de Fórmula 2 de la FIA    | ART Grand Prix               | 22                       | 2                        | 1                        | 2                        | 4                        | 115                      | 6è                       |
| 2018      | Campionat de Super Fórmula Japonesa | Docomo Team Dandelion Racing | 6                        | 0                        | 0                        | 0                        | 0                        | 7                        | 11è                      |
| 2019      | Campionat de Fórmula 2 de la FIA    | Carlin                       | Disputant-se             | Disputant-se             | Disputant-se             | Disputant-se             | Disputant-se             | Disputant-se             | Disputant-se             |
| 2019      | Eurofórmula Open                    | Carlin Motorsport            | Disputant-se             | Disputant-se             | Disputant-se             | Disputant-se             | Disputant-se             | Disputant-se             | Disputant-se             |
| Font:     |                                     |                              |                          |                          |                          |                          |                          |                          |                          |

## Resultats

### GP2 Series
| Any  | Escuderia      | 1   | 1   | 2   | 2   | 3   | 3   | 4   | 4   | 5   | 5   | 6   | 6   | 7   | 7   | 8   | 8   | 9   | 9   | 10  | 10  | 11  | 11  | Pos. | Punts | Ref. |
| ---- | -------------- | --- | --- | --- | --- | --- | --- | --- | --- | --- | --- | --- | --- | --- | --- | --- | --- | --- | --- | --- | --- | --- | --- | ---- | ----- | ---- |
| 2015 | ART Grand Prix | SAK | SAK | BAR | BAR | MON | MON | SPI | SPI | SIL | SIL | BUD | BUD | SPA | SPA | MNZ | MNZ | SOC | SOC | SAK | SAK | YMC | YMC | 9è   | 68.5  |      |
| 2015 | ART Grand Prix | 10  | 6   | 11  | 18  | Ret | 19  | 4   | 3   | Ret | 19  | 8   | 1   | Ret | 15  | Ret | 15  | 10  | 7   | 2   | Ret | 11  | C   | 9è   | 68.5  |      |
| 2016 | ART Grand Prix | BAR | BAR | MON | MON | BAK | BAK | SPI | SPI | SIL | SIL | BUD | BUD | HOC | HOC | SPA | SPA | MNZ | MNZ | KUA | KUA | YMC | YMC | 11è  | 92    |      |
| 2016 | ART Grand Prix | 11  | 8   | 8   | 1   | 6   | Ret |     |     | 6   | 5   | 6   | Ret | 9   | 12  | 11  | 11  | 11  | 6   | Ret | 7   | 2   | 4   | 11è  | 92    |      |

### Campionat de Fórmula 2 de la FIA
| Any   | Escuderia      | 1   | 1   | 2   | 2   | 3   | 3   | 4   | 4   | 5   | 5   | 6   | 6   | 7   | 7   | 8   | 8   | 9   | 9   | 10  | 10  | 11  | 11  | 12  | 12  | Pos. | Punts | Ref.   |
| ----- | -------------- | --- | --- | --- | --- | --- | --- | --- | --- | --- | --- | --- | --- | --- | --- | --- | --- | --- | --- | --- | --- | --- | --- | --- | --- | ---- | ----- | ------ |
| 2017  | ART Grand Prix | SAK | SAK | BAR | BAR | MON | MON | BAK | BAK | SPI | SPI | SIL | SIL | BUD | BUD | SPA | SPA | MNZ | MNZ | JER | JER | YMC | YMC |     |     | 6è   | 131   | [ 12 ] |
| 2017  | ART Grand Prix | 8   | 14  | 4   | 1   | 3   | 7   | 12  | 6   | 6   | 14  | 10  | 8   | 5   | 1   | 16  | Ret | 2   | 7   | 18  | 11  | 6   | 4   |     |     | 6è   | 131   | [ 12 ] |
| 2019* | Carlin         | SAK | SAK | BAK | BAK | BAR | BAR | MON | MON | LEC | LEC | SPI | SPI | SIL | SIL | BUD | BUD | SPA | SPA | MNZ | MNZ | SOC | SOC | YMC | YMC | 6è   | 124   | [ 10 ] |
| 2019* | Carlin         | 9   | 12  | 13  | 12  | 11  | Ret | 2   | 9   | 9   | 9   | 1   | 5   | 9   | 7   | 7   | 2   | C   | C   | 1   | 5   | 6   | Ret |     |     | 6è   | 124   | [ 10 ] |

- * Temporada en curs

### Campionat de Super Fórmula Japonesa
(Clau) (negreta indica pole position) (cursiva indica volta ràpida)
| Any   | Escuderia                    | 1      | 2     | 3      | 4     | 5     | 6     | 7     | Pos. | Punts |
| ----- | ---------------------------- | ------ | ----- | ------ | ----- | ----- | ----- | ----- | ---- | ----- |
| 2018  | Docomo Team Dandelion Racing | SUZ 12 | AUT C | SUG 10 | FUJ 9 | MOT 4 | OKA 9 | SUZ 7 | 11è  | 7     |
| Font: |                              |        |       |        |       |       |       |       |      |       |